# Chalcides coeruleopunctatus
Chalcides coeruleopunctatus (циліндричний сцинк Сальвадора) — вид сцинкоподібних ящірок родини сцинкових (Scincidae). Ендемік Іспанії.

## Поширення і екологія
Циліндричні сцинки Сальвадора мешкають на островах Ла-Гомера і Ель-Ієрро на заході Канарського архіпелагу. Вони живуть в сухих субтропічних лісах і чагарниках, однак відсутні в густих лаврових лісах. Зустрічаються на висоті до 1501 м над рівнем моря. Живородні, народжують 2-4 дитинчати у період між липнем і вереснем.